# Limnophora virgata
Limnophora virgata este o specie de muște din genul Limnophora, familia Muscidae. A fost descrisă pentru prima dată de Christian Rudolph Wilhelm Wiedemann în anul 1830. Conform Catalogue of Life specia Limnophora virgata nu are subspecii cunoscute.